# Бомбардерски авион
Бомбардер или бомбардерски авион је врста авиона намијењена за уништавање земаљских и поморских циљева из ваздуха. Може да носи бомбе и вођене и невођене пројектиле ваздух-земља.

## Подјела
Могу се подијелити на лаке, средње и тешке бомбардере, по терету који носе. Осим тога подјела се може вршити и по задацима, на стратешке и тактичке бомбардере, на б. авионе за бомбардовање из обрушавања или хоризонталног лета, ноћне и дневне бомбардере, торпедне и минске б., и тако даље.

## Историја
Прву употребу бомбе бачене из ваздуха (заправо четири ручне бомбе специјално произведене у италијанском морнаричком арсеналу) извео је италијански потпоручник Ђулио Гавоти 1. новембра 1911. током Италијанско-турског рата у Либији – иако је његов авион није био дизајниран за задатак бомбардовања, и његови импровизовани напади на османске положаје имали су мали утицај. Ове челичне сфере пуњене пикрином киселином добиле су надимак „балерине“ због лепршавих трака од тканине које су за њих биле причвршћене.

### Рани бомбардери
Бугарски посматрач Продан Таракчијев је 16. октобра 1912. бацио две од тих бомби на турску железничку станицу Карагач (у близини опкољеног Једрена) из авиона Албатрос Ф.2 којим је пилотирао Радул Милков, током Првог балканског рата. Сматра се да је ово прва употреба авиона као бомбардера.
Први авиони тежи од ваздуха намењени за бомбардовање били су италијански Капрони Ка 30 и британски Бристол Т.Б.8, оба из 1913. године. Бристол Т.Б.8 је био рани британски једномоторни двокрилац који је изградила Бристолска авионска компанија. Они су били опремљени призматичним нишаном у предњем кокпиту и цилиндричним носачем бомбе у доњем предњем делу трупа који је могао да носи дванаест бомби од 4,5 kg, које су могле да се баце појединачно или као салва по потреби.
Авион су купили за употребу Краљевска морнаричка ваздухопловна служба и Краљевски летећи корпус (RFC), а три Т.Б.8, који су била изложена у Паризу током децембра 1913. Они су са инсталираном опремом за бомбардовање, послати у Француску након избијања рата. Под командом Чарлса Рамнија Самсона, 25. новембра 1914. извршен је бомбашки напад на немачке топовске батерије у Миделкеркеу у Белгији.
Дирижабл, или ваздушни брод, развијен је почетком 20. века. Рани ваздушни бродови су били склони катастрофама, али је полако дирижабл постао поузданији, са чвршћом структуром и јачом кожом. Пре избијања рата, цепелини, већи и модернији облик ваздушног брода који је дизајнирао немачки гроф Фердинанд фон Цепелин, били су опремљени да носе бомбе за напад на циљеве на великим удаљеностима. То су били први стратешки бомбардери великог домета. Иако су немачке ваздушне формације биле јаке, са укупно 123 ваздушна брода до краја рата, они су били рањиви на нападе и отказивање мотора, као и на проблеме са навигацијом. Немачки ваздушни бродови нанели су малу штету у својих 51 напада, са 557 погинулих Британаца и 1.358 повређених. Немачка ратна морнарица је изгубила 53 од 73 ваздушна брода, а немачка војска 26 од својих 50 бродова.ref>Roadman, LTC Julian A. (2013). A Combat Nightmare in WWII. Triumph Press. стр. 11—12. ISBN 9781484911846.</ref>
Иако су углавном коришћени као тренажни авиони, Авро 504 су такође накратко коришћени као бомбардери на почетку Првог светског рата од стране Краљевске морнаричке ваздушне службе (RNAS) када су коришћени за нападе на немачке хангаре за ваздушне бродове.

### Први свјетски рат
Први авиони бомбардери појављују се већ пред Први свјетски рат, али су то у ствари обични авиони вишеструке намјене из којих се руком избацују бомбе, без нишанских справа. 
Први свјетски рат доводи до развоја авиона посвећених задатку бомбардовања, па се може говорити о правим бомбардерима. Авиони су углавном двокрилци, дрвене или металне конструкције пресвучене платном, са једним до неколико мотора, брзином до 200 km/h, и заштитом од ловаца у виду митраљеза којима управљају послужиоци из отворених кабина. Носивост бомби је до 1000 kg, осим код британског Handley Page 1500, гдје достиже преко 3000 kg, али тек крајем 1918.
У међуратном периоду долази до даљег развоја, који се јако убрзава пред избијање Другог свјетског рата 1939. Тако средњи бомбардери тог периода имају брзине лета око 300-350 km/h а носивост им је око 1000 kg. Тешки бомбардери имају брзине 230-300 km/h а носивост преко 2000 kg бомби.

### Други свјетски рат
Други светски рат доноси даље усавршавање. Осим побољшања летних особина као што су брзина, висина лета и носивост, уводи се и низ потпуних новина. Кориштење радара за бомбардовање циљева, херметизација кабина, даљинско управљање одбрамбеним митраљезима и топовима, и увођење млазних мотора су неке од њих. Електронски уређаји добијају на важности, побољшавају се нишанске справе и ватрена моћ одбране. Крај рата доноси бомбардер Боинг Б-29 избацујући атомске бомбе на Хирошиму и Нагасаки.
Ток рата дефинитивно уводи и нову врсту бомбардера: ловац-бомбардер (Хокер Тајфун, П-47 Тандерболт), који може да извршава задатке ловца по обављеној бомбардерској мисији. Ово отежава посао одбране од бомбардера, али омогућава и мањим ваздухопловствима да имају авионе вишеструке намјене добрих борбених особина.

### Послије Другог свјетског рата
Послије Другог светског рата развој се наставља, углавном у правцима: 
- стратешког бомбардера за напад нуклеарним и термонуклеарним оружјем (Боинг Б-52, Тупољев Ту-95, Авро Вулкан)
- ловца-бомбардера за тактичке задатке (F-4 фантом, МиГ-23)

Авиони посебне намјене за јуришна дејства нестају на неко вријеме, али се појављују крајем 20. вијека поново у ваздухопловствима САД (A-10 Тандерболт II) и СССР (Су-25).

### Крај 20. вијека и даље
Значај стратешких бомбардера пада са увођењем интерконтиненталних балистичких пројектила, па их сада имају у наоружању само највеће војне силе. Значај вишенамјенских ловаца-бомбардера је изузетан, и већина земаља се ослања на њих за све задатке бомбардовања у рату. 
Најбројнији типови у наоружању земаља НАТО су  Фалкон и F-18 Хорнет, а у земљама које купују совјетску и касније руску војну опрему МиГ-23 и МиГ-29. Скупљи и напреднији авиони као  и Су-27 такође се могу користити за бомбардовање, иако им то није примарна намјена.

### Савремено доба
Тренутно, знатан број ваздухопловних снага развија стелт замену за своје старе флоте бомбардера, USAF са Нортроповим Граман Б-21, Руске Ваздушно-космичке снаге са ПАК ДА, а PLAAF са Xian H-20. Према подацима из 2021. године, очекује се да ће Б-21 ући у службу до 2026–2027. Б-21 би имао способан да лута у близини циљаних подручја током дужег временског периода.

## Друге употребе
Повремено су војни авиони коришћени за бомбардовање ледених застоја са ограниченим успехом као део напора да се они очисте. Шведско ваздухопловство је 2018. године бацило бомбе на шумски пожар, гасећи пламен уз помоћ ударних таласа. Пожари су беснели у области контаминираној неексплодираним бојним средствима, што је отежавало гашење ватрогасцима.